# Jos Diels
Jos Diels (Borgerhout, 2 juli 1908 - Antwerpen, 2 december 1951) was een Belgische kunstschilder. Hij studeerde aan de Academie van Schone Kunsten en Hoger Instituut te Antwerpen onder de leiding van Baron Isidoor Opsomer.
Het winnen van de tweede " Prijs Godecharle" stelde hem in staat een studiereis naar Krankrijk te doen.

## tentoonstellingen
De werken van Jos Diels zijn meerdere keren tentoongesteld geweest.
- Jubel-tentoonstelling Antwerpen 1934 en 1938
- Winterhulp Mechelen
- Federatie der Vlaamse kunstenaars Antwerpen
- Tentoonstelling Gent.
- Zaal Buyle – Meir Antwerpen
- Innovation Antwerpen.
- Werken aangekocht door het Museum van Schone Kunsten Antwerpen.

## Recensies
“Wat het ook zij, landschappen, bloemen, portretten of naakten, steeds merkt men bij Jos Diels diezelfde spontane vreugde waarmee hij zijn onderwerp groots en vinnig weet aan te pakken. Een zinnig genot in kleur en vorm dat nooit opzettelijk naar de diepte peilt, maar juicht om kracht, om een roes van kleurgenot” (J.F.V.)
“ De inhoud van zijn doeken is het resultaat van de wisselwerking tussen natuur en eigen gemoed. Hij schildert zoals hij voelt. Benevens van de tekening studeerde die in ieder van zijn werken het onderwerp detailleert, houdt Jos Diels van forsige blauwe en groene met parelmoeren glanzen daartussen die een indrukwekkende atmosfeer scheppen in al zijn landschappen. Vooral zijn naakten in bleekroze tinten hebben ongewoon veel charme. Zijn knappe techniek laat hem toe met kracht en durf, breed en gul te werken in forse opzet. De charmerende indruk die deze werken nalaten, vinden we terug in zijn portretten. Deze hebben een frisse, levendige natuurlijkheid.” (J.Verdonck)